# All We Know (canção de The Chainsmokers)
"All We Know"  é uma canção da dupla de DJs estadunidense The Chainsmokers, gravada para o seu segundo extended play (EP) Collage. Conta com a participação da cantora compatriota Phoebe Ryan. Foi composta pelo integrante Andrew Taggart com o auxílio de Sara Hjellström e Nirob Islam, enquanto a produção ficou a cargo da dupla em conjunto com Jordan "DJ Swivel" Young.  O seu lançamento ocorreu em 29 de setembro de 2016, através das gravadoras Disruptor Records e Columbia Records, servindo como o quarto single do projeto.

## Faixas e formatos
| Download digital |                                 |         |  |
| N.º              | Título                          | Duração |  |
| 1.               | "All We Know" (com Phoebe Ryan) | 3:14    |  |

| Download digital (Danny Dove Club Edit) |                                                        |         |  |
| N.º                                     | Título                                                 | Duração |  |
| 1.                                      | "All We Know" (com Phoebe Ryan) (Oliver Heldens Remix) | 3:04    |  |

## Desempenho nas tabelas musicais
| Tabela musical (2016)                                  | Melhor posição |
| ------------------------------------------------------ | -------------- |
| Alemanha (Media Control Charts)                        | 40             |
| Austrália (ARIA Charts)                                | 8              |
| Áustria (Ö3 Austria Top 40)                            | 15             |
| Bélgica (Ultratop 50 de Flandres)                      | 43             |
| Bélgica (Ultratip da Valônia)                          | 5              |
| Canadá (Canadian Hot 100)                              | 14             |
| Coreia do Sul (Gaon Music Chart)                       | 44             |
| Dinamarca (Tracklisten)                                | 35             |
| Escócia (The Official Charts Company)                  | 26             |
| Eslováquia (IFPI Slovenská Republika)                  | 13             |
| Estados Unidos (Billboard Hot 100)                     | 18             |
| Finlândia (IFPI Finlândia)                             | 27             |
| França (Syndicat National de l'Édition Phonographique) | 186            |
| Irlanda (Irish Recorded Music Association)             | 18             |
| Itália (Federazione Industria Musicale Italiana)       | 30             |
| Líbano (The Official Lebanese Top 20)                  | 13             |
| Noruega (VG-lista)                                     | 10             |
| Nova Zelândia (NZ Top 40 Singles)                      | 10             |
| Países Baixos (MegaCharts)                             | 21             |
| Reino Unido (UK Singles Chart)                         | 24             |
| Chéquia (IFPI Česká Republika)                         | 9              |
| Suécia (Sverigetopplistan)                             | 19             |
| Suíça (Schweizer Hitparade)                            | 32             |

| Tabela musical (2016)   | Melhor posição |
| ----------------------- | -------------- |
| Austrália (ARIA Charts) | 89             |

| País (Empresa)        | Certificação |
| --------------------- | ------------ |
| Austrália (ARIA)      | Platina      |
| Canadá (Music Canada) | Platina      |
| Estados Unidos (RIAA) | Ouro         |
| Itália (FIMI)         | Platina      |
| Nova Zelândia (RMNZ)  | Ouro         |
| Reino Unido (BPI)     | Prata        |
| Suécia (GLF)          | Ouro         |